# Blunder
Een blunder is een grove fout met grote gevolgen. Een blunder kan het gevolg zijn van het niet waarnemen van signalen of het verkeerd interpreteren van beschikbare informatie. Het woord komt uit het oudnoors blundra, wat betekent de ogen sluiten. In die zin staat het woord blunder in verband met blind.
Een blunder wordt normaal gesproken toegerekend aan een individu of beperkte groep, maar onderzoekers van fiasco's en rampen kijken vooral naar de context: hoe kon zo'n blunder ontstaan? Zo kan men bij de ondergang van het Zweedse vlaggenschip Vasa in 1628 (het schip zonk in de bouwhaven) aanwijzen dat het schip topzwaar was door ontwerpfouten, maar de zware kanonnen en de hoge, weelderig versierde opbouw verergerden de problemen. Ook waren er tijdens de bouw steeds meer eisen gesteld, terwijl het ongeduld van de koning geen tijd liet om de stabiliteit te verbeteren.
Een recenter voorbeeld waarbij een blunder een systeemfout blootlegt, is de Mars Climate Orbiter. Deze stortte neer op Mars doordat Amerikaanse maten niet omgerekend waren naar SI-eenheden. De NASA weigerde individuen te slachtofferen maar wees op tekortkomingen in het systeem dat dergelijke fouten had moeten opmerken.

## Afbakening
Terwijl de term blunder de fout als zodanig benoemt, zijn er aparte termen voor grote fouten in een sociale context: een faux pas is een overtreding van de sociale regels of conventies, bij een blooper is vooral de zichtbaarheid van de fout bepalend.

## Historische blunders

### Blunders in de politiek
- Op 15 juni 1992 beging de Amerikaanse vicepresident Dan Quayle een blunder toen hij een school bezocht. Een schooljongen spelde het Engelse woord aardappel correct: potato, en Dan Quayle maakte er potatoe van, waarschijnlijk in de war gebracht door de wel correcte meervoudsvorm potatoes. Er was een televisieploeg aanwezig en de blunder werd over de hele wereld uitgezonden.
- De Amsterdamse wethouder Rob Oudkerk had in 2002 niet door dat er microfoons openstonden toen hij het tegen Job Cohen had over 'kutmarokkanen'.
- Op 21 juli 2007 maakte de Belgische formateur Yves Leterme voor een RTBF-reporter een flinke uitschuiver toen hem gevraagd werd een stuk uit de Franse versie van de Brabançonne te zingen: in plaats daarvan zong hij de Marseillaise, het Franse volkslied.

### Blunders in de wetenschap
Albert Einstein beredeneerde dat het heelal moest uitdijen of inkrimpen. Omdat hij dat niet acceptabel vond, introduceerde hij de kosmologische constante. Toen later werd vastgesteld dat het heelal inderdaad uitdijde, noemde hij het de "grootste blunder" uit zijn leven. Tegenwoordig wordt deze constante wel gebruikt om de toenemende snelheid van de uitdijing van het heelal te verklaren (zie roodverschuiving).

### Blunders in de sport

#### Schaatsen
- Hilbert van der Duim zette tijdens de WK in 1981 op de 5 kilometer de achtervolging op zijn tegenstander Amund Sjøbrend te vroeg in. Hij achterhaalde hem en ging zegevierend als eerste over de finishlijn, om pas een halve ronde later, tijdens het uitrijden, erachter te komen dat hij nog een volle ronde door moest gaan.
- Tijdens de 10 kilometer op de Olympische Spelen van 2010 volgde Sven Kramer een verkeerde aanwijzing van coach Gerard Kemkers op, wisselde onterecht terug naar de binnenbaan en werd vervolgens gediskwalificeerd.

#### Schaken
Iedere schaker begaat weleens een blunder, of hij nu huisschaker, clubschaker of grootmeester is. Als er bij een ingewikkeld idee een eenvoudige weerlegging over het hoofd wordt gezien, spreekt men wel van schaakblindheid. Andere bekende oorzaken van blunders zijn het vergeten van een weerlegging die men eerder wel had gezien, en het zich vergissen in de volgorde van twee zetten of het denken dat een voorbereidende zet al is gedaan. De belangrijkste oorzaak van blunders is echter tijdnood: wie voor eerdere zetten te veel tijd gebruikt heeft, komt later tekort op de schaakklok.
| 8 |    | kd |    | rd |    | bd | nd | rd |
| 7 | pd | pd | pd |    |    | pd | pd |    |
| 6 |    |    | nd | qd |    |    |    |    |
| 5 |    |    |    | pd |    |    | pl |    |
| 4 |    |    |    | pl | pd |    |    |    |
| 3 |    |    | pl | ql |    |    | pl |    |
| 2 | pl | pl |    |    | pl |    | bl | pl |
| 1 | rl | nl | bl |    |    | rl | kl |    |
|   | a  | b  | c  | d  | e  | f  | g  | h  |

| 8 | rd |    |    |    |    |    |    |    |
| 7 |    |    |    |    |    |    | kd |    |
| 6 | qd |    |    | pd |    | pd |    |    |
| 5 |    |    |    | pl | rd |    | pd | ql |
| 4 |    |    |    |    |    |    |    |    |
| 3 |    | nl |    |    |    |    |    | pl |
| 2 |    | pl | pl |    |    |    |    |    |
| 1 |    | kl |    | rl |    |    |    |    |
|   | a  | b  | c  | d  | e  | f  | g  | h  |

## Trivia
- Er bestaat een stripfiguur met de naam Olivier Blunder.